# Minous inermis
Minous inermis är en fiskart som beskrevs av Alcock, 1889. Minous inermis ingår i släktet Minous och familjen Synanceiidae. Inga underarter finns listade i Catalogue of Life.